# Троицкий храм (Бросно)
Церковь Троицы Живоначальной — православный храм в селе Бросно Андреапольского района Тверской области. В настоящее время находится в сильноразрушенном состоянии.
Каменный двухпрестольный храм на погосте Бросно был построен в 1761 году.
В 1868 году была построена колокольня.
В 1876 году храм имел 859 прихожан (416 мужчин и 443 женщины), в 1879 году — 1160 прихожан (546 мужчины 614 женщин).
В советское время храм был сильно разрушен.
Считается одним из наиболее интересных памятников архитектуры в районе. Представляет собой кирпичное здание, большая часть фасадного декора выполнена из лекального кирпича. В центре северного фасада храма расположен вход, к которому ранее вела белокаменная лестница. К настоящему времени сохранился только основной объём храма типа восьмерик на четверике.